# سیارک ۱۲۷۳۸
سیارک ۱۲۷۳۸ (به انگلیسی: 12738 Satoshimiki، نامگذاری:1992AL) دوازده هزار و هفتصد و سی و هشتمین سیارک کشف شده‌است که در ۴ ژانویه ۱۹۹۲ کشف شد.
قدر مطلق سیارک برابر ۱۳٫۴۰ است.